# Fler
Fler (род. 3 апреля 1982 года в Берлине, округ Темпельхоф-Шёнеберг; наст. имя — Патрик Лозенски) — немецкий рэпер. Он также известен под псевдонимом Frank White, который использовал известный американский рэпер Notorious B.I.G. (псевдоним взят из фильма «Король Нью-Йорка»). Fler имеет свой собственный лейбл Maskulin.

## Биография
Fler вырос в Западном Берлине. Отец его был алкоголиком. При рождении Fler получил имя Патрик Деккер (Лозенски — фамилия нового мужа его матери, которая развелась с отцом Флера). В возрасте 15 лет он попал в психиатрическое отделение, причиной чего послужили его нервные срывы. Через некоторое время его перенаправили в приют для подростков. Первую свою славу он заслужил, разрисовывая серые стены Берлина. В то время он познакомился со своим будущим коллегой по лейблу — Bushido. Тогда он видел карьеру рэпера как выход из финансовых проблем и криминалитета.

## Карьера
Первый свой настоящий успех он испытал после записи коллабо-альбома под названием «Carlo, Cokxxx, Nutten» совместно с Bushido. В то время Fler выступал под псевдонимом Frank White. Также он был гостем на альбоме Bushido «Vom Bordstein bis zur Skyline». В октябре 2003 года Патрик подписал контракт с немецким лейблом Aggro Berlin. Первым его синглом стал Aggroberlina, который поднялся на 59-е место хит-парада Германии. 8 декабря 2003 года он принял участие в записи семплера «Aggro Ansage Nr. 3». Семплер продался в количестве +60000 копий.
Первый сольный альбом «Neue Deutsche Welle» вышел 1 мая 2005 года, дебютировал под номером 5 в немецких чартах и держался в них 16 недель. Ещё до выпуска альбома рэпера обвиняли в пропаганде неонацизма и экстремизма, поскольку он являлся единственным коренным немцем, записывавшем свои альбомы и синглы на лейбле Aggro Berlin. Сам Fler отверг эти обвинения, заявив, что не является расистом или нацистом. Первым синглом альбома был трек NDW 2005, который занял 9-е место в сингл-чартах и продан тиражом +100000 копий. Второй сингл Nach eigenen Regeln совместно с рэпером G-Hot добрался до 22-го места в чартах. Альбом «Neue Deutsche Welle» был продан в количестве +80000 копий.
23 июня 2006 года вышел второй сольный альбом «Trendsetter», который занял 4-е место в немецких чартах. Сингл Papa ist zurück занял 23-е место в сингл-чартах. Клип на этот трек занял 1-е место в чартах TRL Most Wanted. Альбом продался в количестве +60000 копий.
2 февраля 2007 года вышел микстейп «Airmax Muzik», который занял 13-е место в чартах и продался в количестве +25000 копий. В апреле того же года был отменён планируемый тур по причине болезни рэпера. 25 января 2008 года Fler выпустил ещё один альбом с вызывающим названием «Fremd Im Eigenen Land» (нем. «Чужой в своей стране»), что вызвало новый поток критики и обвинений в пропаганде неонацизма. Альбом занял 7-е место в чартах и продался в количестве +60000 копий. В августе того же года вышел коллабо-альбом «Südberlin Maskulin» совместно с Godsilla. Название было перенято от бэттл-рэп группы Westberlin Maskulin (1997—2000), в которой состояли Kool Savas и Taktloss.
27 марта 2009 года вышел четвёртый сольный альбом под названием «Fler». Альбом закрепился на 10-м месте в чартах. В это же время произошло отделение от Aggro Berlin и возобновление сотрудничества с Bushido. 11 сентября 2009 года рэперы выпустили коллабо-альбом «Carlo Cokxxx Nutten 2», занявший 3-е место в немецких чартах и продавшийся в количестве +35000 копий.
В марте 2010 года Fler открыл магазин «Psalm-23-Shop» в Берлине. Название линии одежды происходит из Библии. 11 июня он выпустил альбом «Flersguterjunge», который занял 4-е место в немецких чартах .В октябре того же года вышел альбом «Berlins Most Wanted» при участии Bushido, Fler и Kay One, закрепившийся на 2-м месте в немецких чартах.
В конце 2010 года произошёл новый конфликт между Fler’ом и Bushido. По слухам конфликт возник из-за примирения Bushido с Sido. В начале 2011 года Патрик основал лейбл Maskulin при поддержке Groove Attack. С ним подписали контракт рэперы Silla, Reason и G-Hot. 8 апреля 2011 года Fler выпустил шестой сольный альбом «Airmax Muzik II», занявший 6-е место в чартах. Синглами были треки Nie an mich geglaubt и Minutentakt.
16 сентября 2011 года вышел седьмой сольный альбом «Im Bus ganz hinten», закрепившийся на 3-м месте в немецких чартах. За первую неделю рэпер продал +12000 копий альбома. 28 октября вышел микстейп «Maskulin Mixtape Vol. 1», в котором приняли участие рэперы Silla, Nicone, MoTrip, G-Hot. 1 июня 2012 года вышел второй микстейп лейбла Maskulin «Mixtape Vol. 2». В начале ноября того же года вышел восьмой сольный альбом «Hinter blauen Augen». Fler изменил стиль чтения, он перешёл на dirty south/crunk rap и вызвал отрицательную критику в Германии. Тем не менее, альбом занял 3-е место в чартах. За выпуск клипов взялся известный французский режиссёр Chris Macari.
19 апреля 2013 года вышел девятый сольный альбом «Blaues Blut». Альбом занял 3-е место в чартах Германии, 5-е в Австрии и 7-е в Швейцарии. За первую неделю было продано +11000 копий альбома. 13 сентября вышел успешный микстейп «Maskulin Mixtape Vol. 3», который занял 8-е место в немецких чартах.
5 сентября 2014 года вышел альбом «Neue Deutsche Welle II». За несколько месяцев до выхода альбома Fler выпустил видео на трек Stabiler Deutscher. Также он записал трек Kein Gold (Никакого золота) совместно с G-Hot. Затем вышел трек Businessman.

## Проблемы с законом и судебные разбирательства
В августе 2005 года Fler’a арестовала полиция, которая заметила, как он рисует граффити, и в итоге Fler вынужден был заплатить штраф в размере 5000 €.
После участия в передаче Urban TRL на Fler’a напали трое неизвестных с ножами прямо в здании MTV. К счастью, его телохранитель смог отпугнуть нападающих, и Fler не пострадал.
В 2011 произошли беспорядки на концерте в Китцингене. Телохранитель Fler’a избил одного из посетителей концерта и получил тюремный срок 1 год и 9 месяцев. Fler назвал обвинения ложными и заявил, что его телохранитель не мог никому причинить вреда незаслуженно. 21 февраля 2013 года Fler был приговорён к трём годам лишения свободы условно. В начале 2014 года он обвинялся в нарушении авторских прав.
Fler’a не раз обвиняли в неонацизме, женоненавистничестве, гомофобии и прославлении насилия. В треке Komm klar, Spast! он грубо высказался о своей бывшей девушке Sophia Dinu, которая снялась в журнале Playboy.

## Стиль
Ранее Fler исполнял в стилях Западного и Восточного Побережий. Затем он перешёл на южный стиль (Dirty South). Он использует тяжёлые биты и рассказывает в своих треках о предметах роскоши, автомобилях и одежде. Кроме того его стиль характеризуется частым использованием хештегов.

## Награды

### Германия
Золотая пластинка
2005: за семплер «Aggro Ansage Nr. 4»
2005: за семплер «Aggro Ansage Nr. 5»
Impala-Awards — Серебро
2008: за коллабо-альбом «Carlo Cokxxx Nutten»
2008: за альбом «Trendsetter»
2008: за альбом «Fremd im eigenen Land»
2008: за семплер «Aggro Ansage Nr. 3»
Impala-Awards — Золото
2008: за альбом «Neue Deutsche Welle»
2008: за сингл NDW 2005

## Дискография

### Альбомы

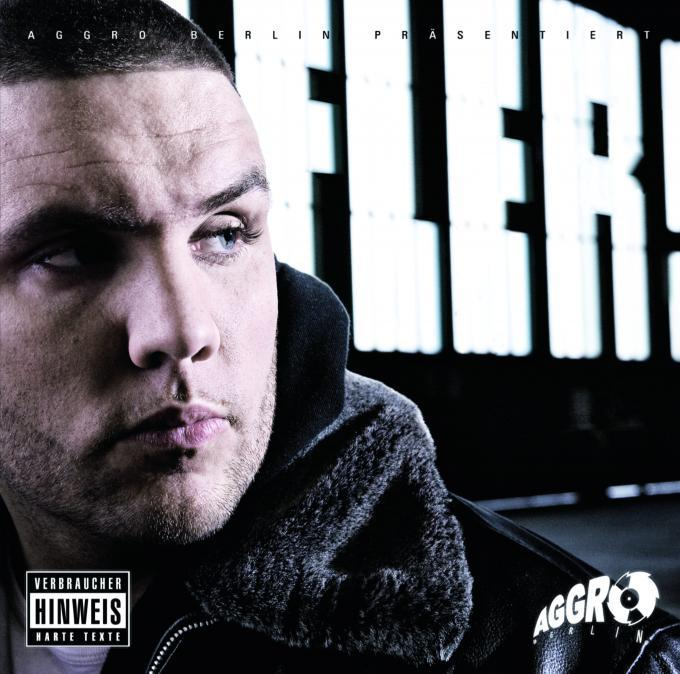

- Carlo, Cokxxx, Nutten (под всевдонимом Frank White, совместно с Sonny Black / Bushido) — 2002
- Aggro Ansage Nr. 3 — 2003
- Aggro Ansage Nr. 4 — 2004
- Neue Deutsche Welle — 2005
- Neue Deutsche Welle — Premium Edition — 2005
- Aggro Ansage Nr. 5 — 2005
- Trendsetter — 2006
- Fler — Trendsetter Premium Edition — 2006
- Fler — Airmax Muzik — 2007
- Fler Praesentiert — Wir Nehmen Auch Euro (DJ Sweap And Pfund 500) — 2007
- Fremd Im Eigenen Land — 2008
- Südberlin Maskulin (совместно с Godsilla) — 29.08.2008
- Aggro Anti Ansage 8 — 05.12.2008
- FLER — 27.03.2009
- Carlo, Cokxxx, Nutten 2(совместно с Sonny Black(Bushido) — 11.09.2009
- Flersguterjunge — 11.06.2010
- AirMax Muzik II — 08.04.11
- Im Bus Ganz Hinten — 16.09.2011
- Südberlin Maskulin 2(совместно с Silla(ex Godsilla) — 09.03.2012
- Hinter Blauen Augen — 02.11.2012
- Blaues Blut — 19.04.2013
- Neue Deutsche Welle 2 — 05.09.2014
- Keiner Kommt Klar Mit mir — 06.02.2015
- Weil Die Straße Nicht Vergisst — 11.09.2015
- Der staat gegen Patrick Decker — 04.12.2015
- Bewährung Vorbei EP —  27.05.2016
- Vibe — 02.09.2016
- Epic (совместно с Jalil) — 30.06.2017
- Flizzy  — 23.03.2018
- Colucci  — 29.03.2019
- Atlantis - 20.03.2020
- Widder - 26.03.2021

### Микстейпы
- 90210 (mixtape) — (2006)
- Airmax Muzik — 2007
- FlerMax Muzik — 17.11.07
- Airmax Muzik 2(2011)

### Синглы
- Aggroberlina — 2004
- NDW 2005 — 2005
- Jump, Jump (вместе с DJ Tomekk и G-Hot) — 2005
- Nach eigenen Regeln (вместе с G-Hot) — 2005
- Papa ist zurück — 2006
- Cüs Junge — 2006
- Deutscha Bad Boy — 2008
- Warum Bist Du So — 2008
- Ich bin ein rapper (совместно с Godsilla) — 29.08.2008
- Check Mich Aus — 20.03.2009
- Das alles ist Deutschland (совместно с Bushido) — 04.06.2010
- Barack Osama — 08.02.2013 Barack Osama
- Stabiler Deutscher-04.04.2014